# Metropolitan Community Church
La Metropolitan Community Church (nome completo: The Universal Fellowship of Metropolitan Community Churches o UFMCC, o più comunemente MCC) è una comunità internazionale di congregazioni cristiane, di ispirazione protestante. Viene inserita dal CESNUR tra le Chiese di matrice teologica protestante radicale come anabattisti, mennoniti, quaccheri e unitariani, anche se le congregazioni locali hanno una varietà di posizioni teologiche che vanno dal calvinismo  al luteranesimo a comunità che sono molto vicine come liturgia e prassi alla Comunione anglicana. In generale le Chiese MCC cercano di andare al di là di un rigido confessionalismo.
Ne fanno parte attualmente 222 congregazioni in 37 Paesi. La Metropolitan Community Church conduce un'opera missionaria particolare verso le comunità lesbiche, gay, bisessuali e transgender oltre ad occuparsi di giustizia sociale e salvaguardia del Creato. La Metropolitan Community Church ha avuto un ruolo centrale nelle vicende giudiziarie che hanno portato in alcuni Paesi all'introduzione del matrimonio tra persone dello stesso sesso, e ogni anno celebra oltre seimila di questi matrimoni in tutto il mondo. Tutto ciò le è valso l'appellativo di "chiesa gay" anche se le congregazioni e la sede centrale dell'UFMCC sono impegnate in via prioritaria, da anni, anche per la salvaguardia degli animali e del Creato, per il contrasto ad ogni forma di razzismo, per la dignità e la cura spirituale dei sieropositivi e dei carcerati oltre che per la giustizia sociale in aperta critica al capitalismo ed al neoliberismo imperanti nella società odierna.
La Metropolitan Community Church ha lo stato di osservatore ufficiale nel Consiglio Ecumenico delle Chiese. Tuttavia, l'iscrizione della MCC al National Council of the Churches of Christ in the USA le è stata rifiutata ripetutamente a causa dell'opposizione delle chiese fondamentaliste e conservatrici.

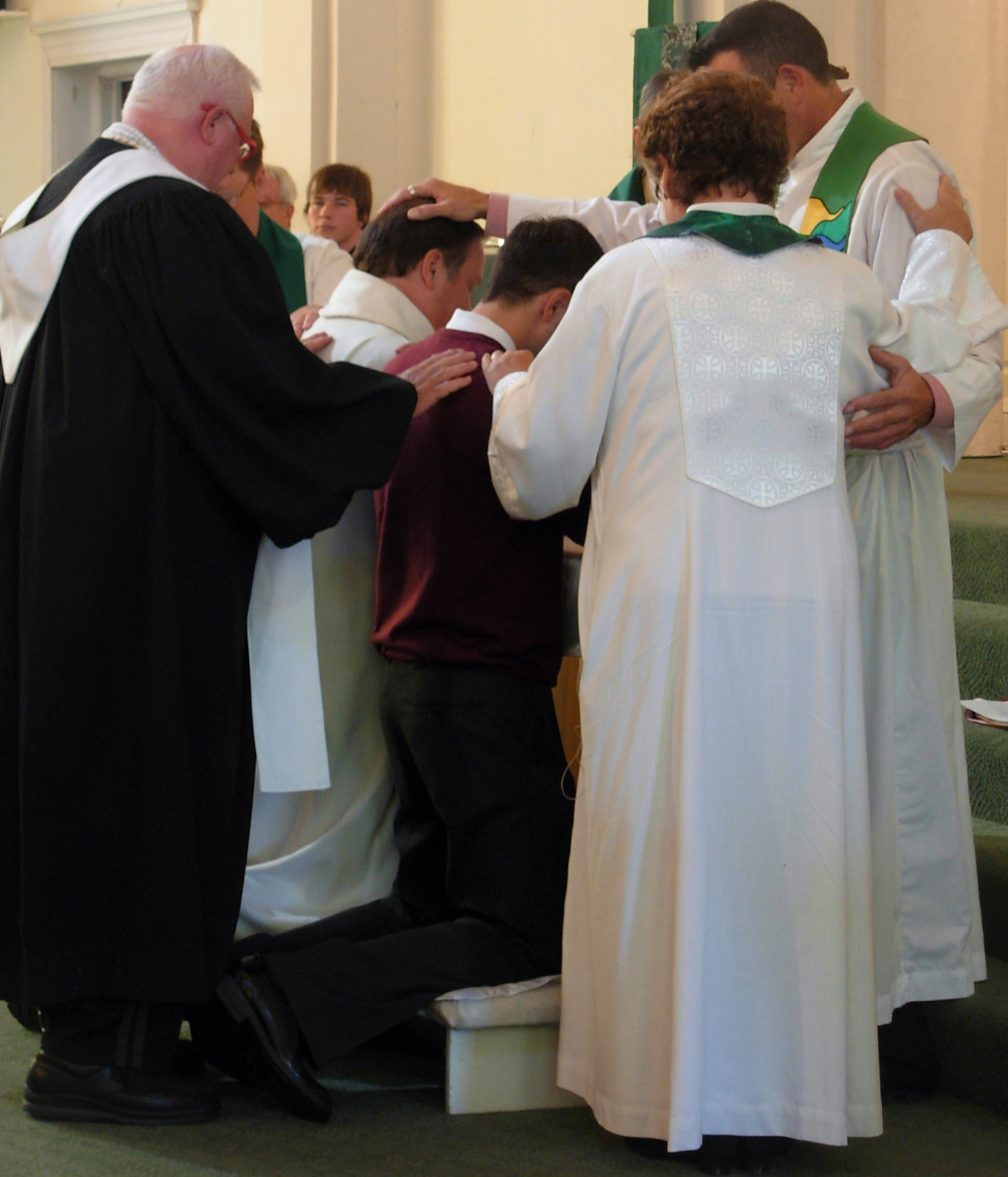
Ordinazione pastorale nella MCC

In Italia nel 2014 si era costituita la prima comunità MCC, condotta dal pastore Andrea Panerini, che a settembre 2016 si è staccata dalla MCC per motivi teologici andando a formare la Chiesa Protestante Unita, che tuttavia è rimasta in buoni rapporti con la sede centrale degli Stati Uniti.
Nel novembre 2015 si è costituita a Lecco la MCC "Il Cerchio".